# أيتها الشمس (فلم)
أيتها الشمس (بالفرنسية: Soleil Ô) فيلم دراما فرنسي موريتاني من تأليف وإخراج ميد هوندو سنة 1970.
تم عرض الفيلم خلال أسبوع النقاد الدولي في مهرجان كان السينمائي 1970، حيث تلقى إشادة من النقاد. كما حصل على جائزة الفهد الذهبي في مهرجان لوكارنو السينمائي الدولي سنة 1970.
صَُوّر الفيلم فقط نهاية كل أسبوع على امتداد أعوام، وأنتجه ميد هونجو براتبه الشهري كعامل حمال في أسواق باريس (Les Halles).
وُزّع الفيلم 4 سنوات بفرنسا لم ينل منها سنتيما واحدا، لأنه لم يكن منتجا رسميا وقانونيا، لكنه استرجع حقوقه المادية بعد صراع استمر 10 سنوات. ومؤخرا رُمم الفيلم من طرف مؤسسة السينما العالمية (World Cinema Foundation) التي أسسها مارتن سكورسيزي عام 2007.

## القصة
يُصوّر الفيلم الإحباطات التي يعيشها مهاجر موريتاني في باريس تحت وطأة العنصرية الفرنسية والتهميش والاستبعاد، إلى أن يصل إلى مرحلة الجنون المطلق. ويتعرض الفيلم أيضا لموضوع الاضطهاد الطبقي الذي يقع على عاتق العمال الملونين في فرنسا.

## روابط خارجية
- أيتها الشمس على موقع IMDb (الإنجليزية)
- أيتها الشمس على موقع روتن توميتوز (الإنجليزية)
- أيتها الشمس على موقع ألو سيني (الفرنسية)
- أيتها الشمس على موقع أول موفي (الإنجليزية)
- أيتها الشمس على موقع فيلمافينيتي (الإسبانية)
- أيتها الشمس على موقع قاعدة بيانات الأفلام السويدية (السويدية)
- أيتها الشمس على موقع قاعدة بيانات الفيلم (الإنجليزية)
- أيتها الشمس على موقع ليتربوكسد (الإنجليزية)
- أيتها الشمس على موقع كينوبويسك (الروسية)